# Liste moderner lateinischer Autoren
Die Liste moderner lateinischer Autoren erfasst Autoren, die sich in der Gegenwart der lateinischen Sprache mündlich und schriftlich bedienen:

## Amerikanisch

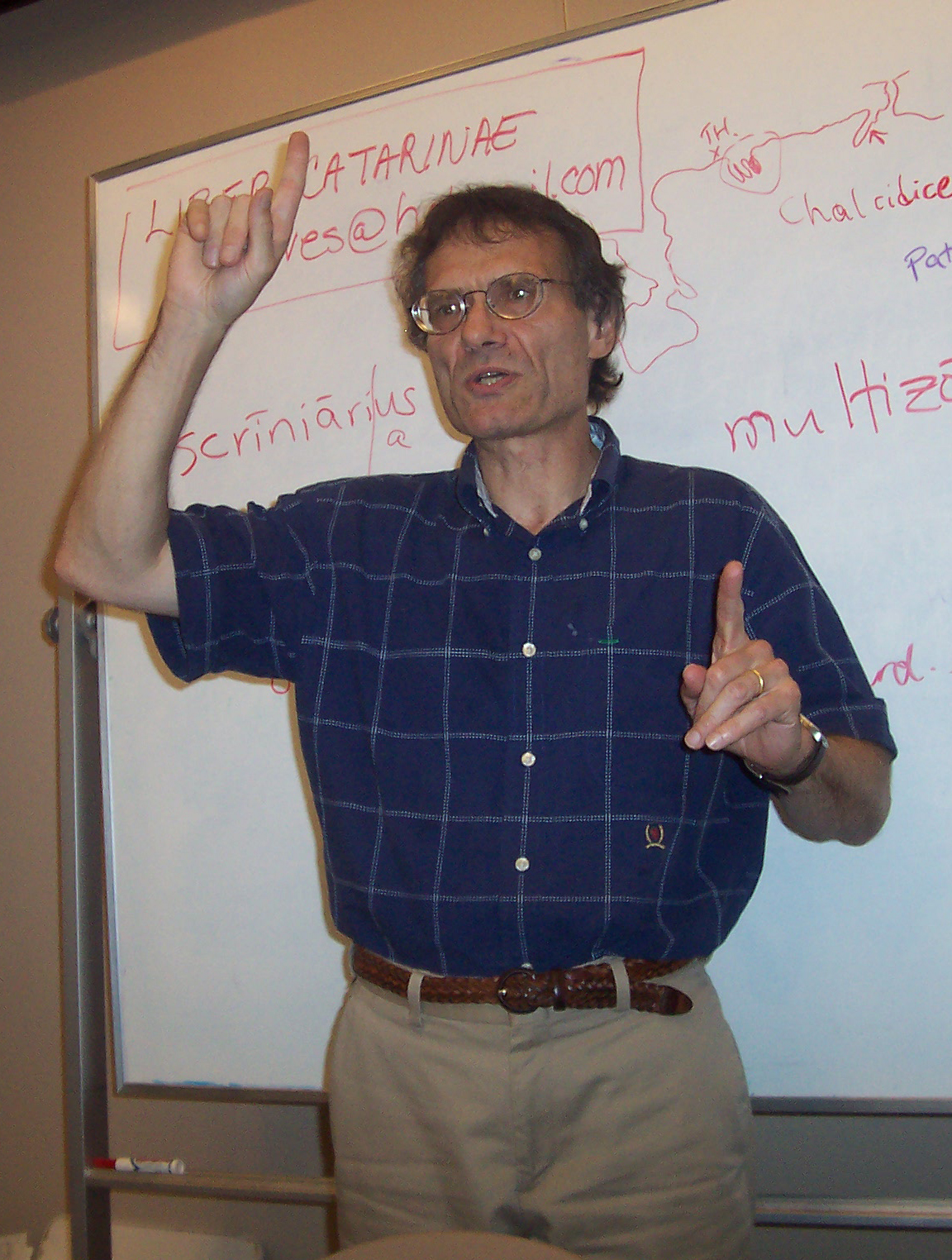
Terence Tunberg

- Henry Beard
- Stephan Berard
- Milena Minkova
- David Morgan
- John K. Newman
- John Traupman
- Jennifer Tunberg
- Terence Tunberg

## Ausgewanderte
- Alexander Lenard
- Jan Novák
- Harry C. Schnur

## Belgisch
- Joseph Cochez
- Francisca Deraedt

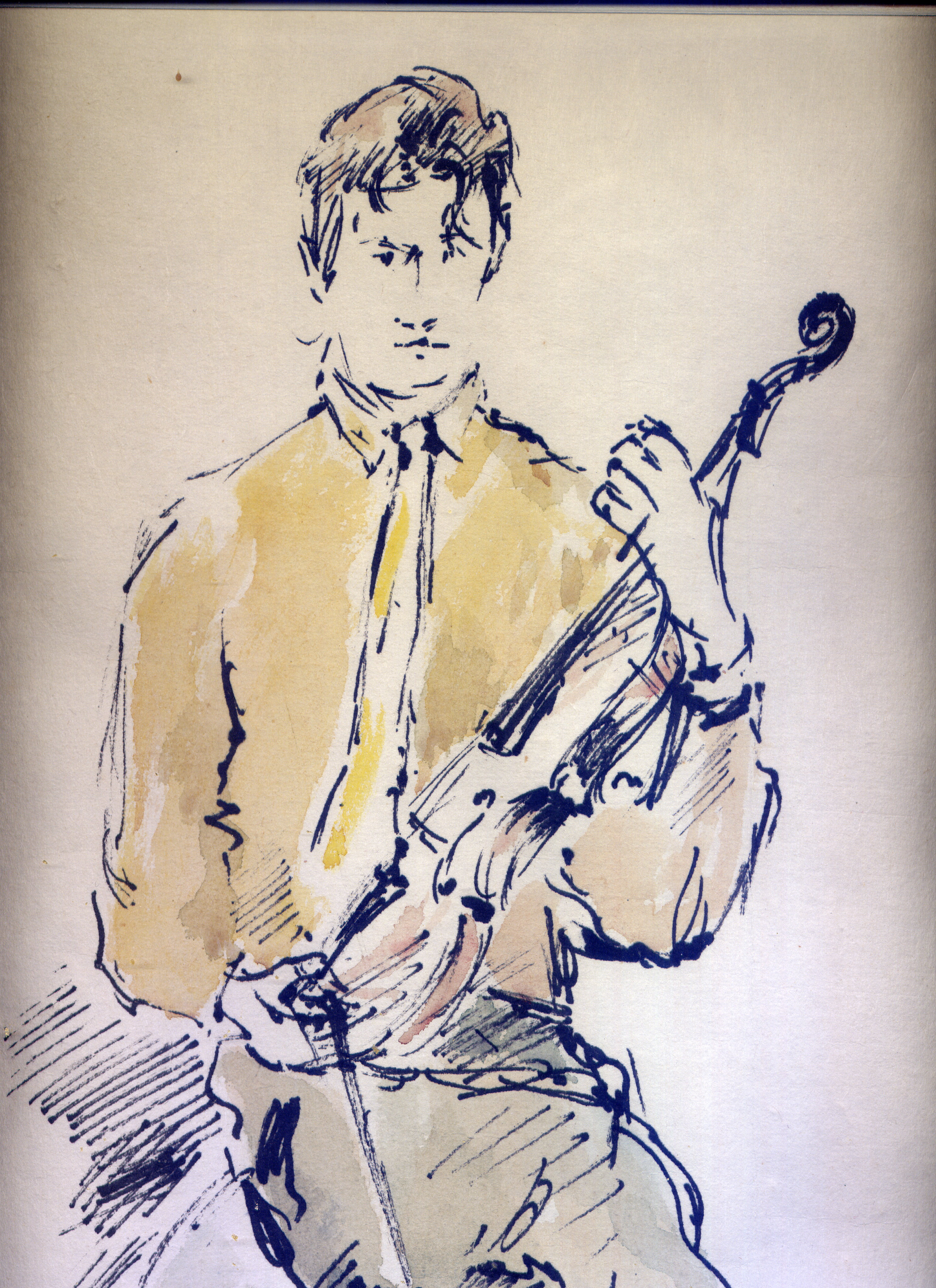
Alain van Dievoet (Alaenus Divutius), lateinischer Dichter.

- Alain Van Dievoet (Alaenus Divutius)
- Edmond Lacoste
- Guy Licoppe
- Dirk Sacré
- Michiel Antoon Verweij

## Deutsch
- Sigrid Albert
- Michael von Albrecht
- Reinhard Brune
- Josef Eberle
- Joseph Anton „Caelestis“ Eichenseer
- Nicolaus Groß
- Christian Helfer
- Clemens Plassmann
- Anna Elissa Radke
- Fidel Rädle
- Wilfried Stroh
- Hermann Weller

### Lateinangebot von Radio Bremen
- Heinrich Fliedner
- Isabella Grüninger
- York Grüninger
- Franz Hartmann
- Kurt Hille
- Volker Lütjens
- Hannelore Zöllner

## Finnisch
- Jukka Ammondt
- Tuomo Pekkanen
- Reijo Pitkäranta
- Teivas Oksala

### Finnische Lateinnachrichten
- Tuomo Pekkanen
- Reijo Pitkäranta

## Französisch
- Geneviève Immè

## Italienisch
- Vittorio Ciarrocchi
- Antoninus Immé
- Luigi Miraglia
- Herimannus Novocomensis

## Österreichisch
- Gerd Allesch
- Thomas Lindner
- Michael Hirschler
- Martin Rohacek
- Robert Wallisch
- Carina Zeleny
- Martin Freundorfer

## Polnisch
- Konrad Kokoszkiewicz[2]
- Anna Maciejewska
- Mikołaj Szymański
- Marcin Loch

## Tirolisch
- Josef Mall

## Vatikanisch

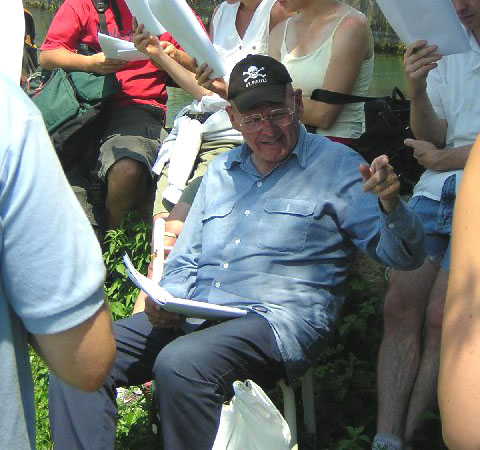
Reginald Thomas Foster

- Antonio Bacci
- Karl Egger
- Reginald Thomas Foster